# Províncias do Reino da Armênia (Antiguidade)
O antigo reino da Armênia tinha 15 províncias. As províncias foram chamadas ashkharh (em armênio/arménio:  աշխարհ), que significa "mundo" em Armênio.
Regiões da antiga Armênia
| Província (ashkharh) | Nome armênio | Área (km²) | Número de distritos (gavares) | Centro       |
| -------------------- | ------------ | ---------- | ----------------------------- | ------------ |
| Alta Armênia         | Բարձր Հայք   | 23,860     | 9                             | Ani          |
| Sofena               | Ծոփք         | 18,890     | 8                             | Arsamósata   |
| Arzanena             | Աղձնիք       | 17,532     | 11                            | Tigranocerta |
| Turuberânia          | Տուրուբերան  | 25,008     | 17                            | Haicaxena    |
| Moxoena              | Մոկք         | 2,962      | 8                             | Aparanque    |
| Gordiena             | Կորճայք      | 14,707     | 11                            | Macerta      |
| Persarmênia          | Պարսկահայք   | 11,010     | 9                             | Salmas       |
| Vaspuracânia         | Վասպուրական  | 40,870     | 35                            | Vã           |
| Siunique             | Սյունիք      | 15,237     | 12                            | Balaberda    |
| Arcaque              | Արցախ        | 11,528     | 12                            | Shusha       |
| Caspiana             | Փայտակարան   | 21,000     | 10                            | Bacuraquerta |
| Otena                | Ուտիք        | 11,315     | 8                             | Parnes       |
| Gogarena             | Գուգարք      | 16,795     | 9                             | Ardacane     |
| Taique               | Տայք         | 10,179     | 8                             | Bogberda     |
| Airarate             | Այրարատ      | 40,105     | 22                            | Armavir      |
| Armênia Maior        | Մեծ Հայք     | 280,998    | 189                           | Armavir      |